# Timjanik
Timjanik (mac. Тимјаник) – wieś w centralnej Macedonii Północnej, terytorialnie i administracyjnie należąca do gminy Negotino. Według stanu na 2002 rok jej liczebność wynosiła 1155 mieszkańców.

położenie wsi na mapie gminy

Według danych ze spisu powszechnego przeprowadzonego w 2002 roku, wieś Timjanik zamieszkiwało 1155 osób deklarujących następującą narodowość:
- Macedończycy – 1096 (94,89%)
- Serbowie – 49 (4,24%)
- Turcy – 9 (0,78%)
- Inni – 1 (0,09%)